# Liste von Datenkompressionsprogrammen
Diese Seite listet Programme für Datenkompression und Packprogramme sowie die von ihnen unterstützten Formate auf. Hinweis: Die ZIP-Kompressionsprogramm-Familie stellt nur vom Namen her eine Einheit dar.
| Programm                                      | Formate | Betriebssystem | Hersteller/Lizenz                                                                                               |
| Programm                                      | weitere Informationen | weitere Informationen | weitere Informationen                                                                                           |
| --------------------------------------------- | --- | --- | --- |
| 7-Zip                                         | 7z, aRJ, bzip2, cab, Cpio, deb, DMG, gzip, iso, LHA, LZMA, RAR, RPM, vhd, tar, ZIP | Windows, Unix-Derivate | Igor Pavlov; GNU LGPL                                                                                           |
| 7-Zip                                         | Mehrsprachig (auch deutsch) Kann selbstextrahierende und passwortgeschützte Archive erstellen. Es existiert auch eine portable Version des Programmes (hier), das sich ohne Installation von einem USB-Stick starten lässt. | | |
| 7-Zip ZS                                      | 7z, aRJ, bzip2, cab, Cpio, deb, DMG, gzip, iso, LHA, LZMA, RAR, RPM, vhd, tar, ZIP | Windows, Unix-Derivate | Igor Pavlov; Tino Reichardt; GNU LGPL                                                                           |
| 7-Zip ZS                                      | zusätzlich zu 7zip wird Zstandard, Brotli, Lz4, Lz5, Lizard und Fast LZMA2 beim Format 7z unterstützt. | | |
| 7zX                                           | 7z, s7z, Self Extracting Archives | macOS | Sixty Five, Ltd.                                                                                                |
| 7zX                                           | mehrsprachig (auch deutsch) | | |
| ALZip                                         | 40 Formate werden verarbeitet, u. a. 7z, alz, ace, bin, cab, jar, lzh, rar, tar, uue, zip, Self Extracting Archives, Datei-Verschlüsselung (AES-128 und -256, zip 2.0) | Windows | ESTsoft Corp.                                                                                                   |
| ALZip                                         | mehrsprachig (auch deutsch); ALZip stammt ursprünglich aus Korea und hat dort und in Japan seine Hauptverbreitung. Ab Version 7 erfolgte die Umstellung von Freeware auf Adware mit zur Laufzeit aus dem Internet nachgeladenen Werbebannern (nebst werbefreier Kauflizenz). Seit August 2012 ist durch Offenlegung eines Freischaltcodes auf der Seite des Herstellers die Vollversion (aktuell Version 8.51) wieder kostenlos und werbefrei erhältlich. | | |
| AMATERSE                                      | simple (PACK) und complex (SPACK) | z/OS | IBM |
| AMATERSE                                      | Kompressionswerkzeug für MVS Data Sets. Bis z/OS V1R6 als TRSMAIN undokumentiert enthalten. Seit z/OS V1R9 Bestandteil der Standardauslieferung (BCP Element). | | |
| ar                                            | ar | Unix-Derivate | |
| ar                                            | Standardisiertes Unix-Archivformat (ohne Komprimierung). Im Normalgebrauch von tar abgelöst. Heute nur noch zum Erstellen von Programm-Bibliotheken („libraries“) verwendet. (Debians Paketformat basiert darauf und lässt sich ebenso entpacken.) | | |
| ARC, PKARC                                    | ARC | DOS | |
| ARC, PKARC                                    | Vor PKZip verbreitetes Format. Wurde durch PAK und PKZIP abgelöst. | | |
| ARJ und ARJ32                                 | ARJ | DOS, Windows und Atari TOS | ARJ-Software |
| ARJ und ARJ32                                 | | | |
| Ark                                           | je nach Installation | KDE auf Unix-Derivaten | GPL-kompatibel                                                                                                  |
| Ark                                           | Grafische Benutzeroberfläche für verschiedene Kommandozeilen-Packprogramme. Archive können eingesehen, erzeugt, geändert und Dateien daraus extrahiert werden. Das Programm kann, wenn die entsprechenden Befehlszeilenprogamme installiert sind, mit verschiedensten Formaten wie tar, gzip, bzip2, zip und lha umgehen. Ark arbeitet eng mit dem Dateimanager Konqueror zusammen, um Archive zu bearbeiten. Damit kann man, ohne das Archiv zu entpacken, durch einen Mausklick direkt in das Paket wechseln (wie in ein normales Verzeichnis). | | |
| bzip und bzip2                                | bz (oder bzip) bzw. bz2 (oder bzip2), mit tar auch tbz bzw. tbz2 | Unix-Derivate, Windows | BSD-ähnliche Lizenz                                                                                             |
| bzip und bzip2                                | Beliebtes Kompressionsprogramm unter Unix. Alternative zu gzip und compress. Bietet bessere Kompression als diese, ist jedoch zeit- und speicheraufwendiger. Für mehrere Dateien meist mit tar oder cpio zusammen verwendet. | | |
| CompressIT                                    | ZIP | Windows | Freeware |
| CompressIT                                    | Erstellt eine komprimierte Zip-Datei mit allen in einer Suche definierten Dateien. Nach der Komprimierung werden optional die komprimierten Dateien von der Festplatte gelöscht, dabei kann der Papierkorb verwendet werden. | | |
| compress                                      | Z | Unix-Derivate | |
| compress                                      | Standardisiertes Kompressionsprogramm unter Unix. Dateinamenserweiterung: großes Z. Heute meist durch gzip ersetzt. Für mehrere Dateien: Komprimierung von tar- oder cpio-Archiven. | | |
| Courgette                                     | | Windows | |
| Courgette                                     | Wird von Google zur Komprimierung von Binärdateien (im Speziellen Binärupdates für Google Chrome) entwickelt und genutzt. Nur unter Windows lauffähig. | | |
| cpio                                          | cpio tar | Unix-Derivate | |
| cpio                                          | Standardisiertes Archivprogramm unter Unix. Anders als bei tar, existieren historisch bedingt schon durch AT&T fünf verschiedene, unterschiedliche Formate, von denen eines durch POSIX/Unix standardisiert wurde. cpio kann je nach Version auch tar-Archive erzeugen. Die GNU-Variante ist beliebt, hat aber mit der Erstellung und dem Einlesen standardkonformer tar-Archive Probleme. cpio bietet selbst keine Komprimierung, es kann aber mit compress/gzip/bzip2 kombiniert werden. | | |
| DAR                                           | DAR | Unix-Derivate, Windows | |
| DAR                                           | Kommandozeilenorientiertes Archivprogramm mit dateibasierter Unterstützung von Kompression (gzip / bzip2 / LZO) und Verschlüsselung. Ermöglicht Aufteilung des Backups auf mehrere Dateien (Multivolume) | | |
| FileCompressor                                | ZIP | Windows | Shareware |
| FileCompressor                                | | | |
| Filzip                                        | ACE, ARC, ARJ, CAB, gz, LHA, RAR, tar, ZIP, Z | Windows | Freeware |
| Filzip                                        | WinZip-Nachbau mit vielen Entpackern | | |
| FLAM FLUC                                     | ADC, VR8, CX8, CX7 | Unix-/Linux-Derivate, Windows, z/OS (IBM / Micro Focus) | FLAM(R) komprimiert vertikal / strukturorientiert / kontextuell                                                 |
| FLAM FLUC                                     | Das Programm FLAM(R) basiert auf der Frankenstein-Limes-Zugriffsmethode. Diese Technik (1985 erfunden) komprimiert Daten in autarken Einheiten (Segmente) und verschlüsselt anschließend das Segment-Komprimat, so dass man auf die komprimierten, als Komprimat verschlüsselten Daten unabhängig von den davor oder danach stehenden Daten direkt zugreifen kann. Man kann über Hash-Techniken/Indizees in diesen Daten eine Art Pre-Selektion vornehmen, um gezielt zu suchen, ohne dabei die Daten „auszupacken“. Erst das Ergebnis der Pre-Selektion geht in eine 2. Stufe, in der diese Daten durch dazu berechtigte User „klar“ analysiert werden, um das/die Suchergebnis(se) zu finden. Ab FLAM(R) V5.x werden auch div. offene Standards wie OpenPGP oder SSH sowie der GZIP u. a. unterstützt, aber nicht mit der kompletten Zugriffstechnik. Zusätzlich wurde der FLUC(R) als Universal Converter entwickelt. Eine einheitliche Commado-Sprache FLCL(R) plus eine entsprechende Benutzerhilfe FLCC(R) vereinfachen die Anwendung der Programme auf den verschiedenen Systemplattformen. Der Anwender muss nur eine Kommandosprache lernen. - Auf z/OS (IBM Mainframe) gibt es ein FLAM(R)-Subsystem, das wie ein I/O-Treiber in Abläufe integriert werden kann, ohne Sourcen zu ändern. | | |
| FreeArc                                       | arc | Windows, Linux | Bulat Ziganshin GPL                                                                                             |
| FreeArc                                       | Mehrsprachig (auch deutsch), kann selbstextrahierende und passwortgeschützte Archive erstellen. | | |
| freeze                                        | F | Unix-Derivate und MS-DOS | Leonid A. Broukhis / unbekannt.                                                                                 |
| freeze                                        | Mittels freeze können Dateiströme komprimiert und dekomprimiert werden. Es verwendet einen LZSS-Algorithmus mit anschließender adaptiven Huffman-Kodierung. Der Packer war vor dem Erscheinen von gzip recht beliebt, da es bessere Resultate als das unter UNIX vorher übliche compress lieferte. | | |
| gzip (oder gnu-zip)                           | gz, mit tar zusammen auch tgz. | Unix-Derivate | GPL |
| gzip (oder gnu-zip)                           | GNU Kompressionsprogramm für Unix. Kann auch mit compress (.Z) komprimierte Dateien dekomprimieren (aber nicht selbst erstellen). Für mehrere Dateien gewöhnlich mit tar oder cpio zusammen verwendet. | | |
| ICEOWS                                        | ice, ARJ, ZIP, Gzip, tar, CAB, RAR, ACE, Mime, UUE, XXE, B64, HQX, JAR, EAR, WAR, LZS, LZH, LHA, IMP, BZ2, Self Extracting Archives | Windows | R. Mounier Freeware                                                                                             |
| ICEOWS                                        | mehrsprachig | | |
| Info-ZIP                                      | ZIP | beinahe alle Unix-Derivate, VMS, OS/2, Windows 3.x/9x/ME/NT/CE/etc., DOS, AmigaDOS, Atari TOS, Acorn RISC OS, BeOS, macOS/Mac OS Classic, SMS/QDOS, MVS und OS/390 OE, VM/CMS, FlexOS, Tandem NSK, Human68K | BSD-ähnliche Lizenz                                                                                             |
| Info-ZIP                                      | Freie, portable Versionen der Zip- und UnZip-Kompressionswerkzeuge, die zum DOS-basierten PKZIP kompatibel sind. | | |
| IZArc                                         | 7z, A, ACE, ARC, ARJ, B64, BH, bz2, BZA, CAB, cpio, deb, ENC, GCA, gz, GZA, HA, ISO, JAR, LHA, LIB, LZH, MBF, MIM, PAK, PK3, RAR, RPM, tar, taz, tbz, tgz, TZ, UUE, XXE, YZ1, Z, ZIP, ZOO | Windows | IZSoftware Ivan Zahariev Freeware                                                                               |
| IZArc                                         | Das mehrsprachige Freeware-Tool verarbeitet 38 Archivformate. Große Dateien lassen sich auf mehrere Datenträger verteilen und Archive sich mit einem Passwort schützen. Das Bearbeiten von Dateien kann im Archiv erfolgen. IZArc erscheint im Kontextmenü des Windows-Explorers. Damit wird ein Entpacken nach Zielordnern ermöglicht. | | |
| JAR                                           | ARJ | | ARJ-Software |
| JAR                                           | Nachfolger des ARJ-Packers (nicht zu verwechseln mit dem Java Archive) | | |
| jZip                                          | 7z, bzip2, gzip, tar, ZIP CAB, RAR, LHA, LZH, ARJ, cpio, RPM, deb | Windows | Discordia Limited                                                                                               |
| jZip                                          | Mehrsprachig (in Arbeit) – Basierend auf der 7z-Technik von Igor Pavlov | | |
| Karchiver                                     | gzip (.gz; .bz2); .zip; .tar; .zip | KDE auf Unix-Derivaten | |
| Karchiver                                     | Grafische Benutzeroberfläche für verschiedene Methoden der Datenkompression, ähnlich wie Ark | | |
| KGB Archiver                                  | kgb | Windows | |
| KGB Archiver                                  | | | |
| LHA und LHARC                                 | LHA, LZH | Amiga, Unix, DOS, Atari TOS | |
| LHA und LHARC                                 | LHA und LHARC wurden auf dem Atari ST und dem Commodore Amiga viel verwendet. | | |
| Lzip                                          | .lz mit tar auch .tlz oder .tar.lz | Unix-Derivate | GPL |
| Lzip                                          | Freier Packer im Unix/GNU-Umfeld der ähnlich wie xz auf LZMA basiert, aber mehr Wert auf Wiederherstellung und Datensicherheit legt. Ein Tool liegt bei, das fehlerhafte .lz-Archive reparieren kann. Eine parallele Variante namens plzip ist ebenfalls verfügbar, die vollständig kompatibel zu lzip ist. | | |
| LZX                                           | LZX | Amiga, Unix, Windows | Data Compression Technologies                                                                                   |
| LZX                                           | LZX wurde auf dem Commodore Amiga verwendet, jedoch weniger häufig als LHA und LHARC. | | |
| MakeCAB                                       | CAB | Windows | Microsoft |
| MakeCAB                                       | Auf jedem NT-basierten Windows-System verfügbar, u. a. als Backend für IExpress. | | |
| PAK                                           | PAK, ARC, SDN, ZIP | Amiga, DOS | NoGate Consulting Shareware                                                                                     |
| PAK                                           | PAcKed Archiv Datei Kompressionsrate und Geschwindigkeit im Bereich zwischen ARC und PKZIP. Zeichnet sich unter DOS durch einen „graphischen“ Fortschrittsbalken aus. | | |
| pax                                           | ustar, cpio | Unix, POSIX, Windows | Verschiedene Hersteller                                                                                         |
| pax                                           | POSIX/Unix-standardisiertes Archivprogramm, unterstützt verschiedene tar- und cpio-Formate. Auf jedem Unix-System und jedem Windows-2000-System verfügbar. | | |
| PeaZip                                        | 7z, ARJ, bzip2, CAB, CHM, cpio, deb, gzip, ISO, JAR, LZH, NSIS, OOo, PAQ, PEA, QUAD, RAR, RPM, split, tar, Z, ZIP | Unix-Derivate, Windows | GNU LGPL |
| PeaZip                                        | | | |
| PKZIP                                         | ZIP | DOS, Windows | |
| PKZIP                                         | Ehemals das am weitesten verbreitete Packprogramm unter DOS. Das von dieser Software ins Leben gerufene Format .zip ist immer noch das gebräuchlichste, obwohl die Kompressionsraten eher mittelmäßig sind. | | |
| PowerArchiver                                 | 7z, CAB, LHA, LZH, tar, gzip, bzip2, BH, XXE, UUE, yENC, MIME, PAE, ZIP, RAR, ARJ, ARC, ACE, ZOO | Windows | ConeXware, Inc.                                                                                                 |
| PowerArchiver                                 | Mehrsprachig (auch deutsch) | | |
| QuickZip                                      | 7z, ZIP, PK3, JAR, Czip, ACE, ARJ, bz2, BZA, GZA, CAB, LHA, LZA RAR, R00, RS, RPM, tar, tgz, taz, gz, Z, PAK, WAD, HOG, SGX | Windows | Joseph Leung Freeware                                                                                           |
| QuickZip                                      | Mehrsprachig (auch deutsch) | | |
| RarZilla Free Unrar                           | RAR | Windows | Philipp Winterberg Adware                                                                                       |
| RarZilla Free Unrar                           | Mehrsprachig (auch deutsch) | | |
| Rar, Unrar, WinRAR und UnrarX                 | 7z, RAR, ZIP, ARJ, LZH, CAB, ACE, tar, gzip, UUE, bz2, JAR, ISO, Z | DOS, Windows, PocketPC, Unix-Derivate, macOS | |
| Rar, Unrar, WinRAR und UnrarX                 | Es gibt weltweit circa 30 Sprachversionen von WinRAR. WinRAR läuft unter allen Windows-Versionen, unter Windows 3.x allerdings nur mit einer Erweiterung. RAR gibt es für DOS (bis Version 2.50 16-bit mit eigener Oberfläche), in einer 32-bit Konsolenversion für Windows und OS/2, Linux und FreeBSD. Weiterhin gibt es auch diverse andere Rar/UnRar-Programme und Bibliotheken („libraries“) (unter Downloads/Extra). Es gibt eine Unrar-Portierung für den Amiga. | | |
| StuffIt                                       | AppleSingle, ARC, ARJ, Binhex, BtoAText, bzip2, CAB, CompactPro, Unix Compress, gzip, HQX, LHA, MacBinary, MIME, PrivateFile, RAR, Self-extracting Mac archives, Self-extracting Windows archives, StuffIt Segments, Shrinkwrap & DiskCopy images, sit, sitx, StuffIt, tar, UU, yEnc, ZIP; s. Formate | macOS/Mac OS Classic, Windows (Version 12: Windows 2000 oder neuer (kein 64-Bit)) | Smith Micro Software (Vor 2005 Allume Systems, 1989–2004 Alladin Systems, 1987–1989 Raymond Lau)                |
| StuffIt                                       | Am weitesten verbreitet auf Macintosh-/Apple-Computern. StuffIt unterstützt diverse gängige Archiv-Formate für macOS/Mac OS Classic, Windows und Linux und weist bei Labortests insbesondere bei jpeg-Dateien signifikant bessere Kompressionsraten auf als andere hier aufgeführte Programme, wobei auch dieser Algorithmus nicht frei ist. | | |
| Squeez                                        | 7z, SQX, ARJ, LHA, LZH, ZIP, RAR, CAB, gzip, tar, UUE, JAR, ACE, bzip2 | Windows | SpeedProject Shareware                                                                                          |
| Squeez                                        | Squeez unterstützt 13 verschiedene Archivformate unter Verwendung von neun verschiedenen Algorithmen. Eine Freeware-Version von Squeez ist ZipStar, welches die Archivformate SQX, CAB und ZIP erzeugen und entpacken kann. Beide Programme nutzen die Squeez-Technik, die auch im Dateimanager SpeedCommander verwendet wird. | | |
| TUGZip                                        | 7z, A, ACE, ARC, ARJ, BH, bz2, CAB, cpio, deb, GCA, gz, IMP, JAR, LHA, LZH, LIB, RAR, RPM, SQX, tar, tgz, tbz, taz, YZ1, ZIP, ZOO | Windows 9x/Me/NT/2000/XP | Freeware |
| TUGZip                                        | Mehrsprachig, auch deutsch, ACE und RAR nur als Plugin mit Originalprogrammen (keine eigene ACE- oder RAR-Unterstützung) | | |
| tar                                           | tar, mit entsprechenden optionen auch tgz, tbz, tbz2 bzw. tb2 | Unix-Derivate | |
| tar                                           | Ursprünglich „Tape-Archiver“ von Unix. Ein mit tar gepacktes Archiv wird auch als tarball bezeichnet. Reine tar-Archive sind unkomprimiert, tar kann aber mit compress, gzip, bzip2 oder xz verwendet werden. Es existieren verschiedene Varianten des tar-Archivformats. Die heute gebräuchlichen Formate sind ustar (das POSIX-tar-Format von 1988), pax (die 2001 durch POSIX eingeführte beliebig erweiterbare Erweiterung des tar-Formates) und GNU-tar (ein von GNU-tar erzeugtes Format, das nicht vollständig kompatibel zum Standardformat ist). | | |
| UHARC                                         | UHA | Windows | Uwe Herklotz |
| UHARC                                         | Gute Kompressionsrate, aber langsam, beliebt in der Warez-Szene. | | |
| UltimateZip                                   | ZIP | Windows | Freeware mit Nagscreen                                                                                          |
| UltimateZip                                   | Viele unterstützte Archive | | |
| WinAce                                        | ACE, ZIP, Zip64, LHA, CAB, BZip, ISO-Abbild, RAR, ARC, ARJ, gzip, tar, ZOO, JAR | Windows | |
| WinAce                                        | WinAce unterstützt alle gängigen Archivformate und besitzt eine gute Packrate. In der Version 2.6 wurde die Datenkompression verbessert: Bei aktivierter ACE-2-Kompression findet während des Komprimiervorganges eine Datenanalyse statt. Optional klinkt sich das Programm über das Kontextmenü in den Windows-Explorer ein. | | |
| WinHKI                                        | HKI, ZIP, Zip64, LHA, ACE, BH, CAB, BZip, ISO-Abbild, RAR, ARC, ARJ, gzip, tar, ZOO, JAR | Windows | Hanspeter Imp                                                                                                   |
| WinHKI                                        | WinHKI unterstützt alle gängigen Archivformate. Das Programm ist mehrsprachig und hat eine eigene Script-Steuerungs-Möglichkeit. | | |
| WinRK                                         | RK, bzip2, gzip, ISO-Abbild, tar, ZIP | Windows | Malcolm Taylor                                                                                                  |
| WinRK                                         | Algorithmen: PWCM (Context, ähnlich PAQ, sehr langsam, sehr hoher Speicherverbrauch), PPMx (Arithmetisch, ähnlich RAR) und andere. WinRK mit PWCM-Algorithmus (noch als experimentell eingestuft) packt in den meisten Tests signifikant besser als alle anderen hier aufgeführten Programme. Der Algorithmus ist jedoch nicht frei und das Programm nicht kostenlos. | | |
| WinZip, WinZip Plus                           | ZIP, Zip64, 7z, ARJ, tar, gz, bz2, RAR, ISO-Abbild und andere | Windows, macOS | WinZip International LLC, Tochterfirma von Corel Corporation, früher Winzip Computing, davor Nico Mak Computing |
| WinZip, WinZip Plus                           | Ein verbreitetes Packprogramm, das jedoch nur eine begrenzte Anzahl an Formaten unterstützt. In der Variante WinZip Combo können auch selbstentpackende Archive erstellt werden. Die erste Version von WinZip (für Windows 3.x) war lediglich eine Oberfläche für DOS-Kommandozeilenpacker wie PKZIP. | | |
| x-PRESS                                       | | Unix-/Linux-Derivate, Windows, z/OS (IBM / Micro Focus), BS2000/OSD, OpenVMS, HP-UX, Solaris (Betriebssystem)                                                                                               | JET-Software GmbH                                                                                               |
| x-PRESS                                       | Komprimierungs- und Konvertierungsprodukt inklusiver optionaler Verschlüsselung für Datenfernübertragung und Langzeitarchivierung. Damit ist das Komprimieren mehrerer Dateien in eine Komprimatsdatei sowie auch die selektive Dekomprimierung einzelner Dateien möglich. Eingabeformate sind beispielsweise SAM, ISAM, VSAM. Die Komprimatsdatei ist für den Austausch in heterogenen Netzen formatierbar (fix oder variabel). X-Press kann als Stand-alone-Paket oder als Pre- und Postprozessor eingesetzt werden. Auf Mainframe kann es zusätzlich über eine Schnittstelle eingebunden werden. | | |
| XTreeGold 4.0 Central Point Datei-Manager 3.0 | ARC, Central Point Self-Extract, LHA, PAK, ZIP | Windows | Central Point Software                                                                                          |
| XTreeGold 4.0 Central Point Datei-Manager 3.0 | Ein Dateimanager mit großem Funktionsumfang. Central Point Datei-Manager 2.0 war als erstes Programm in der Lage, Archive ähnlich wie Verzeichnisse zu behandeln. Enthält ein eigenes Format für Sfx-Archive (Central Point Self-Extract Archive File – Version 1.00 (Aug 22 1994)). Es handelt sich wahrscheinlich um die SFX-Version des eigenen Packers CPShrink der PC Tools für DOS, welches wohl nur für das Packen der eigenen Installationsdateien verwendet wurde. Obwohl selbst ein Windows-Programm, wird ein DOS-SFX erstellt. Die Datenkompression ist gegenüber dem Datei-Manager der PC-Tools für Windows-Versionen 2.0 unverändert. Als 16-Bit-Programm ist XtreeGold für Windows 4.0 / Central Point Datei-Manager 3.0 nicht fähig, die langen Dateinamen von Windows 9x/Me zu bearbeiten, zeigt sie aber korrekt an. Das gilt entsprechend auch für Archive. | | |
| xz                                            | 'xz', mit tar zusammen auch tar.xz | Linux | |
| xz                                            | Bietet eine gute Alternative zu bzip2. Der Kompressionsalgorithmus basiert auf dem LZMA-Verfahren und ermöglicht daher gerade bei Binärdateien höhere Kompressionsraten. xz ist bei der Kompression zeit- und speicheraufwendiger, jedoch bei der Dekompression wesentlich sparsamer als bzip2. GNU-tar bietet ab der Version 1.22 (2009) Unterstützung für die direkte Erzeugung von xz-komprimierten tar-Dateien. | | |
| zip und unzip                                 | ZIP | Unix-Derivate | |
| zip und unzip                                 | Entspricht in etwa den kommerziellen PKZIP für DOS/Windows. | | |
| Zip Magic                                     | ZIP, 7z | Windows | Ontrack |
| Zip Magic                                     | Integration in das Betriebssystem, so dass komprimierte Verzeichnisse und Laufwerke wie normale Verzeichnisse funktionieren, ähnlich wie es bereits unter Windows NT oder XP im NTFS-System möglich ist, hier jedoch mit vielen Zusatzfunktionen. | | |
| ZipGenius                                     | 7z, ARJ, ACE, CAB, SQX, RAR, ZIP | Windows | M.Dev Software                                                                                                  |
| ZipGenius                                     | Mehrsprachig (deutsche Sprachdatei muss separat heruntergeladen werden). | | |

## Liste von Packprogrammen zur Kompression von Programmdateien
PE-Format (32-bit), für Windows-Programmdateien (Windows NT und höher):
- ANDpakk2 – Freeware
- ASPack – Proprietär
- BeRoEXEPacker
- BIN-crypter – Freeware
- CExe
- Crinkler
- exe32pack
- ExeBundle – Proprietär
- EXECryptor – Packer und Obfuscator – Proprietär
- ExeStealth – Proprietär
- eXPressor
- FSG – Freeware
- kkrunchy – Freeware
- 32Lite
- MEW – Freeware
- MPRESS – 64bit fähig – Freeware
- NeoLite
- .netshrink – nur mit .NET-Applikationen kompatibel
- NsPack – .Net-Framework-fähig
- Obsidium
- PECompact – Proprietär
- PESpin – 64bit fähig – Freeware
- PEtite
- PKLite32
- RLpack – Packer und Obfuscator – Proprietär
- Themida – Packer und Obfuscator – Proprietär
- Upack – Freeware
- UPX – freie Software
- VMProtect
- WWPack32
- XComp/XPack – Freeware
- Yoda’s Crypter – Packer und Obfuscator – Freeware
- YZPack – Freeware

COM/EXE/SYS-Format, für DOS-Programm- oder Treiberdateien (MS-DOS 5.0):
- ComPAck v5.1
- aPack
- AvPack
- Diet
- 32LiTE – ähnlich UPX, unterstützt verschiedene DOS-Extender, basiert aber auf aplib
- LZEXE und Pklite
- ProPack
- UPX
- 624 – für COM-Dateien kleiner 25 KB, nutzt LZW-Kompression
- WWPack
- XPack

Formate anderer ausführbarer Programmdateien:
- 624 – für ELF-Binärdateien unter Linux/i386
- gzexe – benutzt ein Shellskript in Kombination mit gzip und läuft auf den meisten Unix-Derivaten
- Java Archive – komprimierter Bytecode in einer ZIP-Datei für die Ausführung von Java-Programmen
- ProGuard – verkleinert Bytecode für die plattformübergreifende Java Virtual Machine
- PuCrunch – für Commodore 64, 16 und VIC 20.
- UPX – unterstützt auch Linux/i386-Binaries wie auch einige weniger bekannte Plattformen

## Liste von Entpackern und Identifiern
- ExEinfo PE by A.S.L. (Identifier mit Entpacker Info)
- CUP386 (generischer Entpacker/Debugger, Freeware)
- IUP („Intelligent Executable Unpacker“, generischer Entpacker, gemeinfrei mit .ASM-Quelle)
- PEiD
- RL!Unpackers (spezifische Entpacker, u. a. für upack)
- UNP (spezifischer/generischer Entpacker, Cardware)